# Why Can't This Be Love
〈Why Can't This Be Love〉는 미국의 록 밴드 반 헤일런의 일곱 번째 스튜디오 음반인 《5150》 (1986년)의 곡이다. 이 곡은 새미 헤이거와 함께한 그룹의 첫 번째 싱글로, 창립 멤버 데이비드 리 로스를 대신해 발매되었다. 7인치와 12인치 형식으로 발매되었으며, 후자는 가사가 추가된 확장 버전이 있다.
미국에서는 5월 16일 주에 빌보드 핫 100에서 3위, 《캐시박스》 톱 100에서 1위를 차지했다. 영국, 오스트레일리아, 독일에서는 톱 10에 올랐고 캐나다, 네덜란드, 스웨덴에서는 톱 20 싱글에 올랐다.

## 배경
《5150》은 밴드에서 우회하는 것이었으며, 그들이 따를 방향은 키보드 기반 사운드에 중점을 두었다.
"의심스러웠던 노인들은 (키보드 리프 음표를 모방한) 〈Why Can't This Be Love〉를 듣고 '와, 반 헤일런을 위한 새로운 사운드구나'라고 말했죠"라고 2023년에 헤이거는 말했다. "키보드 리프가 기타 리프처럼 들렸다는 것을 아시죠. 반면에 〈Jump〉 같은 이전 곡들은 신시사이저처럼 들렸습니다. 하드코어 기타리스트들 중 일부는 약간 반기를 들었지만 완전히 새로운 청중을 확보했습니다. 그리고 우리는 그들을 만족시켰고 그들은 남겼습니다. 그리고 우리는 그냥 나갔고 모든 공연이 몇 분 만에 매진되었고, 우리는 그냥 나가서 그것을 죽였습니다."

## 반응
《캐시박스》는 이 곡을 "강력한 팝/록 키커"라고 불렀다. 《빌보드》는 "하드 록 훅괴 트레이드마크인 기타 운동이 번갈아 가며 사용된다"고 말했다.
Vulture.com의 척 클로스터먼은 새미 하거 시대의 첫 싱글로 이 곡을 발매하기로 한 밴드의 결정은 "밴드가 내린 최악의 결정"이라고 말하며 최악의 반 헤일런 곡이라고 평가했지만, 자신이 가장 좋아하지 않는 반 헤일런 곡은 아니라고 말했다.